# ألفا روميو ميتو
ألفا روميو ميتو (بالإنجليزية: Alfa Romeo MiTo)هي سيارة سوبيرميني يتم إنتاجها من قبل شركة ألفا روميو للسيارات الإيطالية.جاء الإطلاق العالميّ لطراز ألفا روميو ميتو من فئة سيارات هاتشباك الصغيرة في المعرض البريطاني للسيارات عام 2008، وأجريت عليها بعض التعديلات عام 2010 . وجاء اسم ميتو كاختصار يجمع بين اسم مدينة ميلانو التي صُمّمت فيها السيارة واسم مدينة تورينو التي ستُصنع فيها السيارة، وتعني«ميتو» بالإيطالية الأسطورة.